# Glacier du Bourgeat
Le glacier du Bourgeat est un glacier de France situé dans le massif du Mont-Blanc, sur la commune des Houches.

## Géographie
Le glacier nait sur l'ubac de l'aiguille du Goûter, à environ 3 500 mètres d'altitude et s'écoule vers le nord. Il est entouré à l'ouest par le glacier de la Griaz et à l'est par le glacier de Taconnaz. Ses eaux de fonte alimentent le torrent du Bourgeat.